# Joachim Siegerist
Joachim Siegerist (lettisch Joahims Zīgerists, eigentlich Werner-Joachim Bierbrauer; 29. Januar 1947 in Neukirchen (Nordfriesland); † 28. Januar 2023 in Hamburg) war ein deutsch-lettischer Journalist, Buchautor und Politiker. Siegerist war Geschäftsführer der Vereine Aktion Reiskorn e. V. sowie Die Deutschen Konservativen e. V. und war Mitherausgeber des bis 2002 bestehenden Deutschland-Magazins.

## Leben
Joachim Siegerist war Sohn einer deutschen Mutter und eines lettischen Vaters, der während des Zweiten Weltkrieges in der Waffen-SS diente. Siegerist wuchs in Schleswig-Holstein auf. Zwischen 1962 und 1965 absolvierte Siegerist eine Lehre als Schriftsetzer beim Bremer Weser-Kurier. Später bei der Norddeutschen Volkszeitung zum Journalisten ausgebildet, wechselte er schließlich zur Bremer Redaktion der Bild-Zeitung, der er von 1971 bis 1973 angehörte. 1975 geriet Siegerist in die Schlagzeilen, als er ein vertrauliches Telefonat mit dem damaligen Bremer Polizeipräsidenten, das er mitgeschnitten hatte, an die örtliche CDU weitergab. Siegerist wurde daraufhin aus dem Journalisten-Verband ausgeschlossen.

## Politischer Werdegang
Später als Berater des Christlichen Gewerkschaftsbundes und als Chefreporter der Fernsehzeitschrift Hörzu tätig, war Siegerist 1980 Mitbegründer und vorläufiger Geschäftsführer der „Bürgeraktion Demokraten für Strauß“, eines von den Unionsparteien gelenkten Wahlhilfevereins für den damaligen CSU-Kanzlerkandidaten Franz Josef Strauß. Initiatoren der Organisation waren u. a. der ehemalige tschechische Schachgroßmeister Luděk Pachman und der ZDF-Fernsehjournalist Gerhard Löwenthal. Nach der Wahlniederlage von Strauß riefen Pachman, Löwenthal und Siegerist 1981 die Konservative Aktion (KA) ins Leben. Nach internen Streitigkeiten, bei denen es sowohl um die politische Ausrichtung des Vereins als auch um finanzielle Unregelmäßigkeiten ging, wurde ihm im Juni 1986 seine Stellung als Geschäftsführer der KA gekündigt und er aus dem Verein ausgeschlossen. Am 17. September 1986 gründete Siegerist mit einigen Gefolgsleuten den Verein Die Deutschen Konservativen e. V., dessen Vorsitzender er wurde und bis zu seinem Tode blieb.
Die Deutschen Konservativen setzten sich Mitte der 1980er Jahre für die Freilassung des in Berlin-Spandau inhaftierten Hitler-Stellvertreters Rudolf Heß ein. Am 20. August 1987 veröffentlichten Die Deutschen Konservativen für den drei Tage zuvor verstorbenen Heß eine Traueranzeige in der Frankfurter Allgemeinen Zeitung. Unterzeichner waren Joachim Siegerist als Vorsitzender und der Ehrenpräsident des Vereins, Chlodwig Prinz zur Lippe.
Im September 1987 verließ Joachim Siegerist freiwillig die CDU Hamburg. Er kam mit diesem Schritt einem Parteiausschluss zuvor, den der CDU-Vorstand bereits am 21. Mai 1987 eingeleitet hatte. CDU-Chef Peter Tucholski warf Siegerist, der mit seinen Deutschen Konservativen zur Bürgerschaftswahl in Hamburg 1987 angetreten war und 0,2 % der Stimmen erhalten hatte, „Rechtsextremismus“ vor.
1990 trat Joachim Siegerist als Einzelkandidat im Wahlkreis Leipzig II zur Bundestagswahl an. Obwohl sich Siegerist im Vorfeld der Wahl zuversichtlich zeigte, das Direktmandat gewinnen zu können, erzielte er schließlich nur 2.042 Stimmen.
Nach dem Zusammenbruch des Ostblocks und der Unabhängigkeit der baltischen Staaten erwarb Siegerist 1992 auf den Namen Joahims Zīgerists die lettische Staatsangehörigkeit. 1993 zog er für die Partei Latvijas Nacionālās Neatkarības Kustība (LNNK) in das lettische Parlament, die Saeima, ein. Im Wahlkampf für die 6. Saeima hatte sich Siegerist nach eigener Aussage mit einer Delegation ehemaliger Angehöriger der Waffen-SS getroffen. 1994 wurde Siegerist aus der Fraktion der LNNK wegen „wiederholten parteischädigenden Verhaltens“ ausgeschlossen. Er gründete daraufhin die Volksbewegung für Lettland (Tautas kustība Latvijai), die auch „Siegerist-Partei“ (Zīgerista partija) genannt wurde. Mit 15 % der Stimmen wurde die TKL bei den Parlamentswahlen 1995 zweitstärkste Kraft. Vor allem auf dem Lande hatte Siegerist „durch Geschenke … die Herzen für sein nicht vorhandenes Programm“ gewinnen können. So unterstützte er unter anderem Rentner und bezahlte die medizinische Behandlung kranker Kinder. Da sich ihm die konservativen Parteien verweigerten, konnte Siegerist keine mehrheitsfähige Koalition bilden und scheiterte bei der Wahl zum Regierungschef. 1998 erreichte die Volksbewegung für Lettland nur noch 1,7 % der Stimmen. Siegerist legte seine Parteiämter noch am Wahlabend nieder und zog sich aus der lettischen Politik zurück.
Im Verfassungsschutzbericht 1995 der Bundesrepublik Deutschland wird der von Joachim Siegerist geführte Verein Die Deutschen Konservativen e. V. als „rechtsextremistisch“ bezeichnet. Am 21. November 1997 verurteilte das Landgericht Hamburg Joachim Siegerist in einem Revisionsprozess wegen Volksverhetzung und Aufstachelung zum Rassenhass zu einer Freiheitsstrafe von 21 Monaten auf Bewährung und einer Geldbuße von 24.000 DM. Siegerist hatte in zwei Spendenschreiben 1992 zum Thema „Zigeuner“ unter anderem geschrieben: „Keiner empört sich, daß inzwischen jeder dritte Kriminalfall von Ausländern (meist Scheinasylanten) begangen wird. […] Eine besonders miese Rolle spielen dabei die Zigeuner […], die sich bei uns aufspielen wie von Nazis verfolgte Juden. Durchweg ein übles, kriminelles Pack. Sie rauben, stehlen, erpressen, bedrohen.“ Den Schreiben lagen Überweisungsträger mit dem Verwendungszweck „Zigeunerterror“ bei. Demgegenüber wendet Siegerist in einem Interview mit der rechten Wochenzeitung Junge Freiheit ein, er habe nicht die „Zigeuner“ in ihrer Gesamtheit angreifen, sondern lediglich die Verantwortlichen für in Deutschland zum Betteln eingesetzte „Zigeunerkinder“ anprangern wollen, und verweist in diesem Kontext zudem auf seinen angeblichen humanitären Einsatz für rumänische „Zigeunerkinder“. Dagegen vertrat das Landgericht Hamburg in seiner Urteilsbegründung die Auffassung, Siegerist habe „Zigeuner pauschal als Untermenschen, Tiere und Heimsuchung dargestellt, verächtlich gemacht und in ihrer Menschenwürde angegriffen“. Man müsse befürchten, dass Siegerist mit seinen Rundschreiben „rechtsradikalen und ausländerfeindlichen Strömungen weiteren Auftrieb gegeben hat“. Siegerist habe die Wirkung der Texte „genau gekannt und wollte dies auch“.
Im November 1998 wurde einer Reisegruppe der Deutschen Konservativen die Einreise nach Israel verweigert. Grund für die Entscheidung der israelischen Regierung war die Befürchtung, an Bord der Maschine könnte sich auch Joachim Siegerist befinden, gegen den ein Einreiseverbot verhängt worden war.
Nach seinem Scheitern in Lettland wandte sich Joachim Siegerist wieder der deutschen Politik zu, wobei sich seine Aktivitäten in erster Linie auf das regelmäßige Versenden von Spendenbriefen sowie die Veranstaltung von Reisen und Kongressen beschränkten. In seinen Rundbriefen, die im Namen der Deutschen Konservativen verschickt wurden, sprach sich Siegerist unter anderem für ein Ende der Wiedergutmachungszahlungen an NS-Opfer, gegen das Holocaust-Mahnmal in Berlin und „für einen fairen Umgang“ mit dem österreichischen Rechtspolitiker Jörg Haider aus. Außerdem bat er um Spenden für den Bau einer Soldaten-Kapelle und eines Museums für die deutsche Wehrmacht in Lettland. Seit 1992 werden regelmäßig Sammlungen für die humanitäre Unterstützung ehemaliger in Lettland lebender Soldaten der Waffen-SS und ihrer Angehörigen durchgeführt.
Am 6. Oktober 2006 stellte Joachim Siegerist im Rahmen einer Auftaktveranstaltung die Wählerinitiative Bremen muß leben vor, die seit Januar 2007 Landesverband von Die Deutschen Konservativen e. V. ist. Bremen muß leben trat zur Bürgerschaftswahl am 13. Mai 2007 an. Siegerist wollte mit seiner neuen Formation auf Anhieb 25 % der Stimmen gewinnen. Schließlich erreichten sie 1,62 % im Land Bremen.

## Kritik
Kritiker aus Publizistik und Politik warfen Joachim Siegerist vor, in seinen Schriften rechtsradikale, antisemitische und rassistische Positionen zu vertreten. In einer Antwort auf eine Kleine Anfrage der PDS-Fraktion im Deutschen Bundestag bescheinigte die Bundesregierung Joachim Siegerist im März 2001, „vornehmlich durch ultranationale und rechtsradikale Äußerungen in Erscheinung getreten“ zu sein. Siegerist wies solche Vorwürfe regelmäßig zurück. Er sah sich selbst als „christlich-sozial-konservativ“ und betonte seine antikommunistische Haltung. Bei Vertretern aus dem rechten politischen Spektrum galt Joachim Siegerist dennoch als ein „Exot“.
In einem offenen Brief übten die Jungen Konservativen, ein früherer Jugendverband der Deutschen Konservativen, scharfe Kritik an Joachim Siegerist und legten ihm ebenfalls ein unseriöses Spendengebaren zur Last. Siegerist stehe „stets an vorderster Front, wenn es darum geht, große Töne zu spucken […] Ein Ziel hat Joachim Siegerist dabei erreicht: Sein Verein konnte horrende Spendeneingänge verzeichnen. Spenden, die er in seinen zahlreichen Bettelbriefen ahnungslosen Anhängern aus der Tasche lockt.“ Außerdem wurde in dem Schreiben behauptet, die Deutschen Konservativen von Joachim Siegerist würden „Geld eintreiben und dieses in irgendwelchen dunklen Kanälen sinnlos verschwinden lassen“. Ähnlich äußerte sich der frühere Vorsitzende der Republikaner, Franz Schönhuber, der Siegerist in einem Buch 2004 als „unbestrittenen König unter den Spendensammlern“ bezeichnete. Weiter schrieb Schönhuber: „Ginge es nach seiner politischen Bedeutung, wäre der Name nicht erwähnenswert. Sie ist gleich Null. Aber wenn auf jemand der Titel ‚Der mißbrauchte Patriotismus’ zutrifft, dann auf Siegerist.“

## Strafverfahren
Im April 1987 wurden der Vorsitzende der Deutschen Konservativen, Joachim Siegerist, sein Stellvertreter, Michael Stange, und Ehrenpräsident Chlodwig Prinz zur Lippe wegen Beleidigung des ehemaligen Bundeskanzlers und SPD-Vorsitzenden Willy Brandt erstinstanzlich zu einer Geldstrafe von 17.550 DM verurteilt. In einem von den Angeklagten 1986 verbreiteten Rundschreiben war Brandt als „Vaterlandsverräter“ und „zwielichtiger Mann […] ohne politischen Anstand“ bezeichnet worden, der „Deutschlands Unterwerfung unter Moskaus Diktat“ wolle. Das Urteil wurde 1989 vom Landgericht Hamburg bestätigt.
Auf Kritik stieß auch das Finanzgebaren von Joachim Siegerist und Die Deutschen Konservativen. Von dem Extremismusexperten Andreas Speit wurde Siegerist bereits 1993 als ein „politischer Geschäftsmann wie Gerhard Frey“ charakterisiert. Im Verfahren vor dem Landgericht Hamburg, in dem sich Joachim Siegerist wegen Volksverhetzung und Aufstachelung zum Rassenhass verantworten musste, bezeichnete der Staatsanwalt den von Joachim Siegerist geführten Verein Die Deutschen Konservativen als ein „Wirtschaftsunternehmen“, mit dem der Angeklagte Siegerist seinen Lebensunterhalt verdiene. In seinem weiteren Plädoyer fragte der Staatsanwalt Siegerist wörtlich: „Sie haben 1,5 Millionen Mark Spenden eingenommen. Wo bleibt dieses Geld?“, um später selbst zu antworten: „Siegerist bekommt als Vorsitzender 7.000 Mark brutto im Monat, Herr H. als Geschäftsführer 14.000 Mark. Kein schlechter Broterwerb.“ Mit Blick auf die knapp 85.000 DM, die Siegerist mit seinen Schmähbriefen gegen Sinti und Roma im Namen der Deutschen Konservativen vereinnahmt hatte, vertrat der Staatsanwalt im späteren Revisionsprozess die Auffassung, der Angeklagte sei „quasi ein gewerblicher Volksverhetzer“.

## Sonstiges
Joachim Siegerist veröffentlichte zahlreiche Bücher und Broschüren, darunter Willy Brandt – Das Ende einer Legende (1989), Das Testament des Uwe Barschel (1989), Ceausescu. Der rote Vampir (1990), Onkel Herbert wie er wirklich war, Das rote Quartett (1994), Leibchen und Strapse (2005), Was ungeschrieben blieb (Kurzgeschichten, 2006), Sprechende Bilder (Kurzgeschichten, 2007) und Gegen den Wind pinkeln (Kurzgeschichten, 2008).
Joachim Siegerist war Vorsitzender der 1983 gegründeten Aktion Reiskorn e. V., die nach eigener Aussage humanitäre Aktionen in Asien und Osteuropa ausführt. Das Deutsche Zentralinstitut für soziale Fragen (DZI), das soziale und karitative Nichtregierungsorganisationen in Deutschland auf die Verwendung ihrer Spendengelder prüft, verweigerte der Aktion Reiskorn e. V. das DZI-Spenden-Siegel. Das Institut nannte  ein Werbeschreiben der Aktion Reiskorn „gefühlsbetont und in hohem Maße bedrängend“. Es sei geeignet, „den Spender in seiner unabhängigen, sachbezogenen Entscheidung zu behindern“.

## Schriften
- Was ich noch sagen wollte. WPR Wirtschafts- und Verbands-PR GmbH, Hamburg 2017, ISBN 978-3-910087-15-6.
- Von Willy Brandt bis Papst Franziskus. WPR Wirtschafts- und Verbands-PR GmbH, Hamburg 2018, ISBN 978-3-910087-17-0.
- Ein politisch unkorrektes Leben. WPR Wirtschafts- und Verbands-PR GmbH, Hamburg 2019, ISBN 978-3-910087-20-0.
- Ich kann den Mund nicht halten. WPR Wirtschafts- und Verbands-PR GmbH, Hamburg 2020, ISBN 978-3-910087-23-1.
- Das muss noch gesagt werden. WPR Wirtschafts- und Verbands-PR GmbH, Hamburg 2021, ISBN 978-3-910087-25-5.
- Ein buntes Leben. Die schönsten Kurzgeschichten. WPR Wirtschafts- und Verbands-PR GmbH, Hamburg 2022, ISBN 978-3-910087-28-6.